# Mura di Montemerano

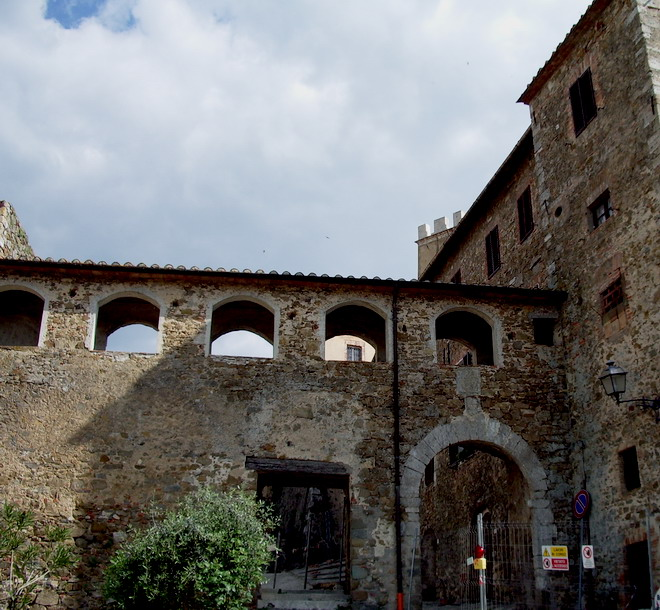
Le mura con la porta Grossetana

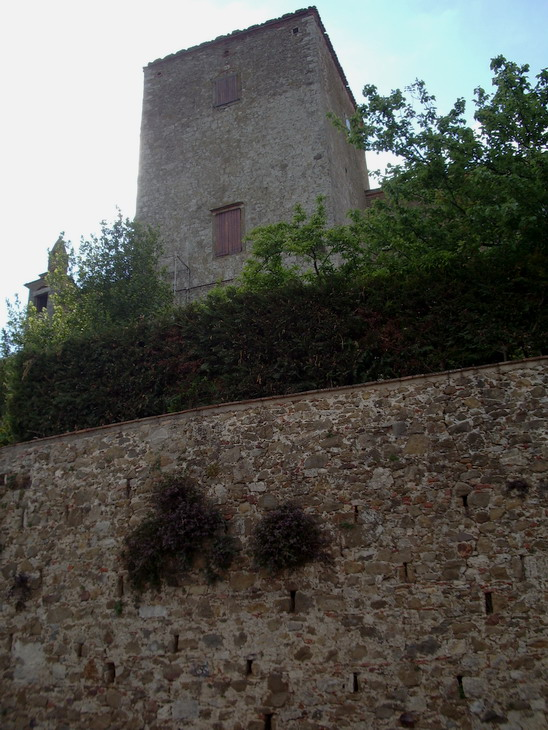
Tratto orientale delle mura con la torre del Cassero

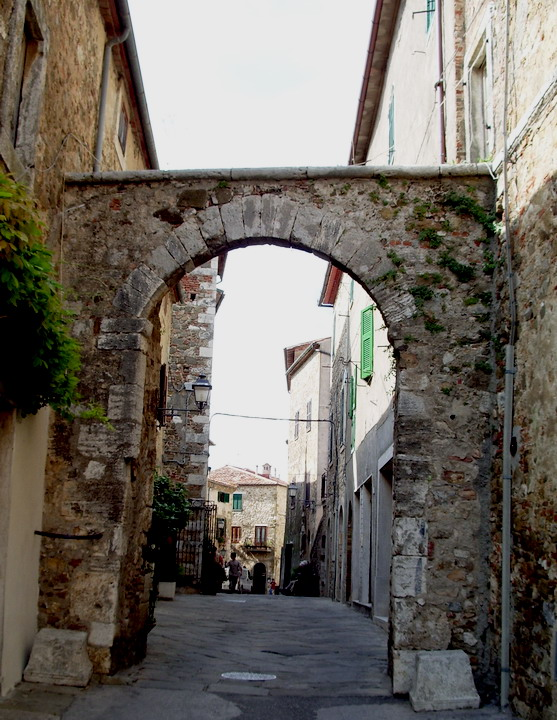
Porta Romana a sud-est

Le mura di Montemerano costituiscono il sistema difensivo dell'omonimo borgo nel territorio comunale di Manciano.

## Storia
La cinta muraria venne costruita dagli Aldobrandeschi a partire dal XII secolo ed ultimata nel corso del Duecento. L'opera andò a racchiudere interamente il borgo di Montemerano.
Con il passaggio di Montemerano nella Repubblica di Siena, furono effettuati dei lavori di ristrutturazione e miglioramento della preesistente struttura difensiva. La più imponente opera, realizzata tra la metà e la fine del Trecento, è il Cassero Senese, costruito su una preesistente torre di avvistamento.
Tra il periodo tardomedievale e l'epoca rinascimentale fu quasi interamente ricostruito il tratto occidentale delle mura.

## Descrizione
Le mura di Montemerano delimitano interamente il borgo e si caratterizzano per la sovrapposizione di elementi stilistici di epoca medievale e rinascimentale.
La struttura difensiva tratti di cortina muraria a vista, rivestita in travertino e calcare, e altri tratti inglobati nelle mura perimetrali esterne di alcuni edifici del centro; gran parte delle mura poggiano su basamento a scarpa.
La primitiva cinta muraria medievale è ravvisabile nell'area attigua alla chiesa di San Giorgio, dove si apre la porta ad arco e si eleva una torre quadrata che avrebbe dovuto divenire il campanile della chiesa attigua; l'elemento di spicco è il caratteristico loggiato che si apre nella parte alta di questo tratto. Del medesimo periodo è anche la torre di avvistamento che, in epoca tardomedievale, venne trasformata nel Cassero Senese.
La cinta muraria rinascimentale è ravvisabile nel tratto occidentale, dove si aprono due porte e, sul lato esterno, sono inglobate quattro torri di avvistamento, due preesistenti a sezione quadrangolare del periodo tardomedievale e due a sezione circolare di epoca quattrocentesca.
Il camminamento di ronda situato lungo il tratto nord-orientale fu aggiunto anch'esso durante il periodo rinascimentale.